# Доярня
Доярня (укр. Доярня) — село на Украине, находится в Крыжопольском районе Винницкой области.
Код КОАТУУ — 0521985505. Население по переписи 2001 года составляет 153 человека. Почтовый индекс — 24624. Телефонный код — 4340.
Занимает площадь 0,56 км².

## Адрес местного совета
24624, Винницкая область, Крыжопольский р-н, с. Ольшанка, ул. Тельмана, 13, тел. 2-95-31; 2-95-42